# レスネヴァン
レスネヴァン （Lesneven）は、フランス、ブルターニュ地域圏、フィニステール県のコミューン。

## 地理
レスネヴァンはレオン高原の中心にある重要な交差路である。イギリス海峡からおよそ10km離れている。コミューンのほとんどが都市化されている。レスネヴァンと隣接するル・フォルゴエとで都市圏を形成している。

## 歴史

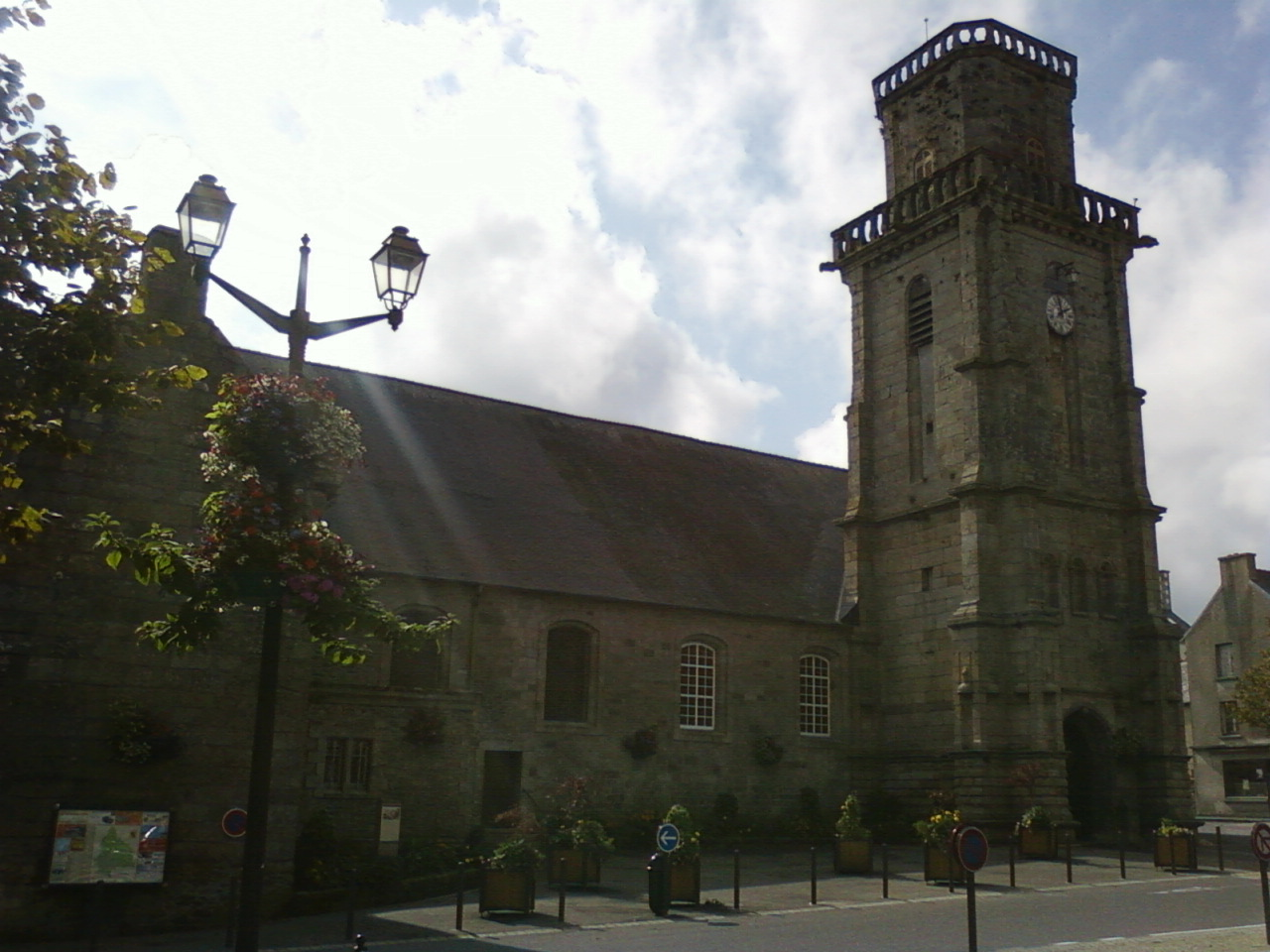
サン・ミシェル教会

### 中世
言い伝えによれば、レスネヴァンをつくったのは伝説上のレオン伯爵であるエヴァン（Even、またはNeven）であるという。エヴァンは10世紀に生き、ヴァイキングに対して勝利を収めたため偉大なるエヴァン（Even le Grand）と呼ばれていた。初めは簡素なモット・アンド・ベーリーで、その語源はAula Eveni（Evenの宮廷）、実際にはAula Neveni（Nevenの宮廷）にある。同義の地名としては、Runevenがプルイデル（Plouider）になった例がある。伝説によれば、エヴァンは875年のヴァイキング襲来を聖グルヴァンの力を借りて退けたという。
レスネヴァン教区はレオン司教区内のケメネ・ティリ助祭区に属していた。この教区にはランゲンガール小教区も属していた。ランゲンガールは、旧プルイデル教区の分割で生じた。
中世のレスネヴァンはレオン伯爵領の中心で、レスネヴァンの城は彼が所有する城4つのうちの1つであった。13世紀に建てられた城があった場所は、現在シャトー広場となっている。1214年から1216年、レオンはブルターニュ公ピエール・モークレールによって占領された。レオン伯爵の権力は終わりを迎えた。ピエール・モークレールはレオン伯爵家の内紛を操り、レオン伯爵コナン1世の土地を奪い、ブルターニュ公の領地に併合した。
ブルターニュ継承戦争時代、シャルル・ド・ブロワ派は、当時ジャン・ド・モンフォール派のもとにあったブレスト要塞と均衡させるためレスネヴァン要塞をつくりあげた。しかし町は、数度にわたってフランスと、モンフォールを支援するイングランドとが奪い合うことになった。1372年、レスネヴァン住民はイングランド駐屯部隊の略奪、そしてブロワ派の虐殺を手助けすることに疲れ果てていた。1375年、ベルトラン・デュ・ゲクランが町を占領した。1397年、ついにイングランド軍が町を明け渡した。その後、レスネヴァン要塞はその軍事的重要性を失い、17世紀まで採石場にされていた。
1426年から1529年、レオン地方の貴族は数箇所の監視塔を設置し、貴族たちの武器を集めて保管させていた。
1509年、恐ろしい黒死病がレスネヴァンを襲った。ユグノー戦争中、非常に激しい戦闘の後、レスネヴァン住民は最終的に1594年8月8日、ブレスト知事ルネ・ド・リューに与した。
ジュアン・マレシュ（Jehan Marec'h）はギケローの荘園（現在はル・フォルゴエ）に住む領主で、その野蛮な振る舞いで有名だった。彼はレスネヴァンのアッティラと呼ばれていた。1524年から1537年にかけ、彼はすべての階級の人々、郷紳、司祭、平民を襲撃して犠牲者を出した。1518年、彼はル・フォルゴエで祈りを捧げていたフランス王フランソワ1世の親衛隊をも襲撃するほど勇気があった。
1527年1月、マレシュは宴会の終わりに弩と剣でアンリ・ド・パンマール男爵を殺害した。彼は逮捕され、1527年2月に斬首刑を宣告された。彼の切り落とされた右腕は、レスネヴァンの堀近くに建てられた柱にくくりつけられ、頭部は杭の上で晒された。

### 近代

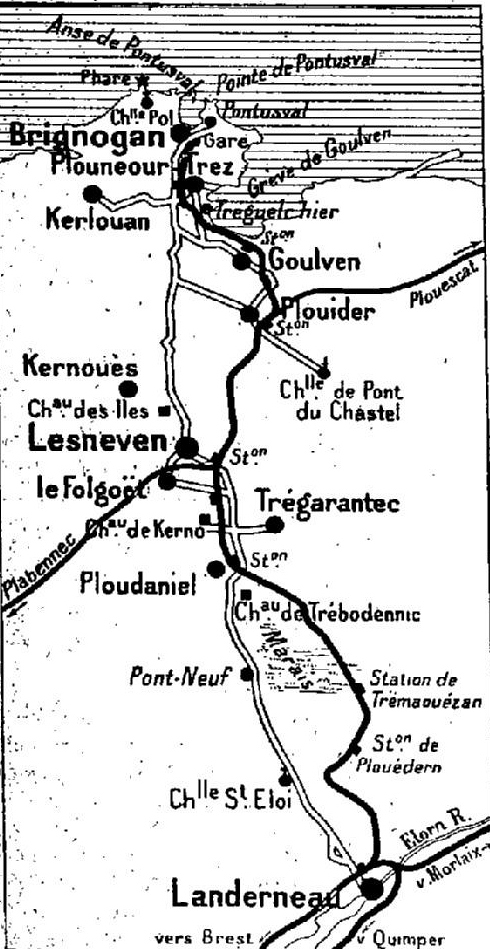
1908年当時の鉄道路線

フランス革命までは、レスネヴァンにはセネシャル管轄区が置かれ、その司法の権力はフィニステール県北部に及んでいた。有名な市を行う商業的な役割も担っていた。レオン地方最大の市は、レスネヴァンで毎週月曜日に行われていた。
ランゲンガールは、革命まではレスネヴァン北東に接する小教区で、1791年にレスネヴァンに併合された。ランゲンガールの教会や墓といったものさえなくなってしまい、小教区であった名残はほとんど残っていない。
多大な寄進を受けて2つの修道会がレスナヴァンにやってきた。ウルスラ会とレコレート会（1625年、プルダニエル領主ケルノが創設）である。
1793年3月、レスネヴァン全体がミサ蜂起（fr）を起こしたが、ブレスト方面軍の指揮官ジャン・バティスト・カンクロー（fr）によって制圧された。1793年4月、ケルギドゥの戦いの後、プルゼヴェデの首長ジャン・プリジャンはレスネヴァンでギロチン刑に処された。
1794年4月14日（市の開かれる月曜日）、聖職者民事基本法に宣誓しない聖職者2人がレスネヴァンでギロチン刑に処された。革命裁判所は宣告が正しいものであると宣言した。
1891年2月14日の法律、公益宣言法（fr）によって、地方自治体が運営管理を行う内陸鉄道（fr）の建設が始まった。レールの軌道は1mで、ランデルノーからレスネヴァン間を走った。ランデルノーからプルネウール＝トレかプルエデルン近く、トレマウエザン、プルダニエル、レスネヴァン、プルイデル、グルヴァンに停車した.。旅行者用の駅はランデルノー、トレマウエザン、プルダニエル、レスネヴァン、プルイデル、グルヴァンに建設された。プルエデルンとル・フォルゴエには簡単な乗降場所が設けられた。この鉄道が1894年に営業を開始したフィニステール県鉄道である。プルネウール＝トレへ延長され、1901年にはブリニョガン＝プラージュへ延長された。プレバンネックからレスネヴァン間に第2鉄道が開業したが、どちらの路線も1946年に廃止された。

## 人口統計
| 1962年 | 1968年 | 1975年 | 1982年 | 1990年 | 1999年 | 2006年 | 2010年 |
| ------ | ------ | ------ | ------ | ------ | ------ | ------ | ------ |
| 5071   | 5626   | 6083   | 6145   | 6250   | 6348   | 6690   | 7083   |

参照元:1999年までEHESS、2000年以降INSEE

## ブルトン語
2007年7月、コミューン議会はブルトン語の日常使用促進を目指すYa d'ar brezhoneg憲章の批准を可決した。2007年の新学期時点で、コミューンの児童のうち20.4%が二言語学校に在籍していた。

## 行事
毎年夏、レスネヴァンでは合気道と居合道の国際研修が行われている。指導は田村信喜、ヨシミツ・ヤマダ、トシロー・スガ、マルコム・シュワンが行ってきた。

## 姉妹都市
- カーマーゼン、ウェールズ
- アス・ポンテス・デ・ガルシーア・ロドリゲス、スペイン
- バート・ハイルブロン、ドイツ

スロバキアのケジュマロクとは友好都市協定を結んでいる。